# إريك بانج
اريك بانج (بالهولندية: Eric Pang)‏ هو لاعب كرة الريشة هولندي، ولد في 30 يناير 1982 في خرونينغن في هولندا.

## وصلات خارجية
- اريك بانج على موقع BWF.tournamentsoftware.com (الإنجليزية)
- اريك بانج على موقع BWFbadminton.com (الإنجليزية)